# Альдерете, Омар
Ома́р Федери́ко Альдере́те Ферна́ндес (исп. Omar Federico Alderete Fernández; 26 декабря 1996 года, Асунсьон) — парагвайский футболист, защитник клуба «Сандерленд» и сборной Парагвая.

## Клубная карьера
Омар Альдерете начинал свою карьеру футболиста в парагвайском клубе «Серро Портеньо». 5 мая 2016 года он дебютировал в парагвайской Примере, выйдя в основном составе в домашней игре с «Либертадом». 31 июля 2016 года Альдерете забил свой первый гол в рамках Примеры, открыв счёт в гостевом поединке с «Гуарани».
С середины 2017 года Омар Альдерете на правах аренды выступает за аргентинскую «Химнасию» из Ла-Платы.